# Para Sempre: Lenilton & Amigos
Para Sempre: Lenilton & Amigos é uma álbum de estúdio do cantor, compositor e músico Lenilton lançado em 2011.
O álbum reúne antigas composições do compositor gravadas pela banda Novo Som em novas versões interpretadas por Leonardo Gonçalves, Álvaro Tito, Sérgio Lopes, Michael Sullivan, Mattos Nascimento, Raquel Mello, Marquinhos Gomes, Rose Nascimento, Rosanah Fienngo e Rota 33.

## Faixas
(Todas as músicas por Lenilton)
1. Acredita - 04:43 (Leonardo Gonçalves)
2. Autor da Verdade - 03:20 (Álvaro Tito)
3. Escrevi - 03:33 (Sérgio Lopes)
4. Estou Aqui - 04:23 (Michael Sullivan e Jorjão Barreto)
5. Herói dos heróis - 03:00 (Mattos Nascimento)
6. Pra Não Esquecer - 04:10 (Lenilton e Jéssica Hellen)
7. Nossa História - 04:57 (Raquel Mello e Rota 33)
8. Para Sempre - 04:23 (Marquinhos Gomes)
9. Pra Você - 04:55 (Rose Nascimento)
10. Venha ser Feliz - 04:33 (Rota 33)
11. Elo de Amor - 04:25 (Rosanah Fienngo)
12. O Teu Olhar Está em Mim - 04:34 (Rota 33)
13. Por Alguém como Eu - 04:28 (Ministério Tríade)